# Sentença normativa
Sentença normativa é uma decisão proferida pelos Tribunais Regionais do Trabalho (TRT) ou pelo Tribunal Superior do Trabalho (TST) no julgamento dos dissídios coletivos. 
A sentença normativa cria normas e condições de trabalhos a uma categoria sindical. 
A competência da Justiça do Trabalho em julgar estas ações, está prevista na Constituição Federal de 1988, no art. 114.
Prevista no artigo 868 da CLT (Consolidação das Leis do Trabalho)